# فلیت-شتگلیتس
فلیت-شتگلیتس (به آلمانی: Flieth-Stegelitz) یک شهر در آلمان است که در یوکرمرک واقع شده‌است. فلیت-شتگلیتس  ۶۹۷ نفر جمعیت دارد.